# Musikschau der Nationen
Die Musikschau der Nationen war ein jährlich stattfindendes internationales Festival der Militärmusik in Bremen. Sie wurde von der Bundeswehr unterstützt und fand von 1965 bis 2017 statt.
Die Musikschau der Nationen gehörte zu den größten Blasmusikveranstaltungen in einer Halle in Europa. Gegründet und organisiert wurde die Musikschau vom Landesverband Bremen des Volksbundes Deutsche Kriegsgräberfürsorge e.V. Die Musikschau wurde mit der 53. Ausgabe im Jahre 2017 eingestellt. Die Zuschauerzahlen waren seit Jahren rapide gesunken, der frühere vierte Veranstaltungstag (Donnerstag) wurde bereits gestrichen.
Militärorchester verschiedener Streitkräfte traten auf, die Bundeswehr war bei jeder Veranstaltung mit vertreten. Es fand jedoch kein Wettbewerb statt, sondern lediglich ein Konzert. Teilweise musizierten auch Orchester gemeinsam.
Ursprünglich lief die Veranstaltung als „Militärmusikschau“. 1968 erfolgte die Umbenennung in „Musikschau der Nationen“. Aufgrund der großen Zuschauerzahl läuft das Programm über mehrere Tage. Insgesamt gab es rund 270 Veranstaltungen, an denen 380 Kapellen und Orchester aus über 70 Nationen mit über 24.800 Teilnehmern teilnahmen. Des Weiteren traten auch Chöre, Tanz- und Folkloregruppen auf. Nach Angaben des Veranstalters besuchten 1,7 Millionen Zuschauer die Musikschau der Nationen. Bis zum Jahre 2010 wurde jährlich jeweils eine Veranstaltung auch vom deutschen Fernsehen aufgezeichnet und im Fernsehen übertragen.
Die Musikschau fand in der Stadthalle Bremen  statt. Der Erlös aus Eintrittsgeldern, Fernseh-Übertragungslizenzen und DVD-Verkauf kam dem Volksbund Deutsche Kriegsgräberfürsorge zugute. Der Name Musikschau der Nationen ist ein geschützter Begriff.
In der Bremer Stadthalle findet seit 2018 jährlich die Veranstaltung Bremen Tattoo eines kommerziellen Anbieters statt.